# Politiechnik Niżny Tagił
Politiechnik Niżny Tagił – klub szachowy z siedzibą w Niżnym Tagile.

## Historia
Klub powstał w 1995 roku przy NTI-USTU. W 1998 roku zadebiutował w Wysszajej lidze (drugi poziom), a rok później uzyskał awans do Priemjer-Ligi. W inauguracyjnym sezonie w najwyższej klasie rozgrywkowej zespół zajął piąte miejsce w lidze. W 2002 roku do klubu przyszli niektórzy zawodnicy rozwiązanej wcześniej drużyny Agatu Jekaterynburg. W tamtym sezonie zespół był siódmy w mistrzostwach kraju, a w sezonie 2003 zajął szóste miejsce w klasyfikacji. W 2004 roku zespół wyrównał swój najlepszy wynik, zajmując piątą pozycję w lidze. W 2005 roku Politiechnik spadł z pierwszej ligi, jednak już rok później ponownie do niej awansował. W sezonie 2008 nastąpił ponowny spadek klubu do drugiej ligi. W 2009 roku w drugiej lidze klub zajął pierwsze miejsce, jednak nie skorzystał z prawa do gry w Priemjer-Lidze. To nastąpiło rok później, po zajęciu drugiej pozycji w Wysszajej lidze. W latach 2011–2012 Politiechnik uzyskał siódme miejsce w najwyższej lidze. W sezonie 2014 klub był ósmy w krajowych mistrzostwach, po czym wycofał się z rozgrywek Priemjer-Ligi. Następnie, do 2021 roku, uczestniczył w zawodach drugoligowych.

## Zawodnicy
Zawodnikami klubu byli m.in.:

- Ołeksandr Areszczenko[18]
- Dmitrij Boczarow[19]
- Aleksandr Chasin[20]
- Dmitrij Chegaj[21]
- Dmitrij Czuprow[22]
- Boris Graczow[18]
- Jurij Jakowicz[19]
- Dmitrij Jakowienko[23]
- Zachar Jefimenko[18]
- Siergiej Judin[20]
- Dmitrij Kokariew[18]
- Jekatierina Kowalewska[23]
- Dmitrij Kriakwin[20]
- Aleksandr Łastin[24]
- Igor Łysyj[23]
- Paweł Maletin[19]
- Roman Owieczkin[19]
- Aleksandr Motylow[22]
- Władimir Potkin[23]
- Aleksiej Pridorożnyj[25]
- Nuchim Raszkowski[26]
- Aleksandr Riazancew[24]
- Paweł Smirnow[27]
- Maksim Sorokin[26]
- Andriej Szarijazdanow[26]
- Anton Szomojew[28]
- Michaił Ułybin[26]
- Aleksandr Waulin[26]
- Siergiej Wokarew[23]
- Andrij Wołokitin[24]